# Kriminalfall
Ett kriminalfall är den process där ett brott begås eller misstänks begås, och rättsväsendet reagerar på olika sätt, genom att polisen bedriver spaning och förundersökning, en åklagare väcker åtal, eller en rättegång i brottmål sker inför domstol.